# Грапаволик корморан
Грапаволикият корморан (Leucocarbo carunculatus) е вид птица от семейство Phalacrocoracidae. Видът е световно застрашен, със статут Уязвим.

## Разпространение и местообитание
Разпространен е в Нова Зеландия.